# Ткачёв, Григорий Устинович
Григорий Устинович Ткачёв (12 мая 1914 — 3 августа 1985) — советский военнослужащий, участник Великой Отечественной войны, полный кавалер ордена Славы, командир орудия 609-го стрелкового Остроленского Краснознаменного полка 139-й стрелковой Рославльской Краснознамённой ордена Суворова дивизии 49-й армии 2-го Белорусского фронта, старший сержант — на момент представления к награждению орденом Славы 1-й степени.

## Биография
Родился 12 мая 1914 года в городе Одессе. Образование 7 классов. В 1933 году окончил школу фабрично-заводского ученичества в городе Кузнецке. Работал токарем на мотороремонтном заводе в городе Славгород Алтайского края, затем на механическом заводе «Октябрь» в городе Павлодаре, Казахстан.
В июле 1941 года был призван в Красную Армию Павлодарским горвоенкоматом. С того же времени на фронте. Воевал на подступах к Смоленску, побывал в окружении у Вязьмы. Всю войну прошел в артиллерии от номера расчета до командира расчета 76-мм орудия. Член ВКП(б)/КПСС с 1942 года.
13 августа 1943 года сержант Ткачёв в бою в районе города Спас-Деменск, командуя бойцами, подбил вражеский танк, вывел из строя противотанковое орудие и подавил несколько огневых точек врага.
В июне 1944 года расчет Ткачева в числе первых переправился через реку Днепр в районе города Могилева. В бою на плацдарме артиллеристы вместе с пехотинцами отразили несколько контратак противников, вели огонь в упор. За орудием остался только командир, а весь расчет вынужден был взяться за автоматы и гранаты и присоединиться к стрелкам.
Приказом от 15 августа 1944 года сержант Ткачёв Григорий Устинович награждён орденом Славы 3-й степени.
2 сентября 1944 года старший сержант Ткачёв при прорыве обороны противника в районе деревни Хороманы подавил несколько огневых точек врага, истребил свыше 10 противников. Будучи контужен, поля боя не оставил. Принял командование взводом.
Приказом от 26 октября 1944 года старший сержант Ткачёв Григорий Устинович награждён орденом Славы 2-й степени.
19 февраля 1945 года при отражении контратак противника близ города Любашен старший сержант Ткачёв, командуя расчетом, подбил 4 бронетранспортера. Оставшись один у орудия, продолжал вести огонь, вывел из строя штурмовое орудие врага. В ходе последующих боев в феврале 1945 года подбил 3 штурмовых орудия, 11 бронетранспортеров, уничтожил свыше 20 вражеских солдат и офицеров.
Указом Президиума Верховного Совета СССР от 29 июня 1945 года за образцовое выполнение заданий командования в боях с немецко-вражескими захватчиками гвардии старший сержант Ткачёв Григорий Устинович награждён орденом Славы 1-й степени. Стал полным кавалером ордена Славы.
В 1945 году старшина Ткачёв был демобилизован.
Жил в городе Павлодар. Работал мастером цеха на заводе. Скончался 3 августа 1985 года.
Награждён орденами Отечественной войны 1-й степени, Красной Звезды, Славы 3-х степеней, медалями.